# Gurro
Gurro (piemontiul: Gur) település Olaszországban. Lakosainak száma 187 fő (2023. január 1.). Gurro Miazzina és Valle Cannobina községekkel határos.

## Népesség
A település népességének változása:
| Lakosok száma | 213  | 218  | 187  |
|               | 2017 | 2018 | 2023 |